# Arrowrock-Talsperre
Die Arrowrock-Talsperre ist eine Talsperre mit einer Beton-Bogenstaumauer als Absperrbauwerk am Boise River in Idaho, USA. Sie steht an der Grenze der Countys Boise County und Elmore County. Der Hauptzweck der Talsperre ist Bewässerung für die Landwirtschaft.
Bei ihrer Fertigstellung 1915 war die Staumauer mit 106 Metern Höhe (nach manchen Quellen und je nach Bezugspunkt 107 oder sogar 110 m) die höchste der Erde, bis sie 1924 von der Schräh-Staumauer in der Schweiz übertroffen wurde.
Die Planungen begannen 1910. Ab 1912 produzierte ein Wasserkraftwerk an einem Hilfsdamm 1500 kW elektrischen Strom für die Baustelle. Die drei Turbinen kamen aus Deutschland und waren die ersten mit einer vertikalen Achse. 1976 kamen sie ins National Register of Historic Places. 2002 wurde das Krafthaus renoviert.
Am 4. Oktober 1915 war die Talsperre fertig gebaut. Es gab anfangs viele Besucher, die mit einer eigens für die Talsperre gebauten Eisenbahn herangefahren wurden. 1916 wurde ihr Betrieb nach fünf Jahren mangels Interesse wieder eingestellt.
Beim Bau wurden erstmals Thermometer eingebaut, um die Temperatur des Betons zu überwachen. Der Beton wurde mit einem Kabelkran auf die Baustelle gebracht.